# Come fu che il koala perse la coda
Come fu che il koala perse la coda è un racconto che appartiene alla leggende aborigene.

## Trama
La leggenda narra le vicende di un koala e di un canguro durante un periodo di tremenda siccità. Mentre il koala si mostra pigro e indifferente, il canguro è propositivo ed attivo nel ricercare possibili fonti sotterranee di acqua, pozzi e sorgenti. Tutto il pesante lavoro di scavi viene sobbarcato sulle spalle del canguro che seppur stremato riesce a rintracciare qualche traccia di acqua in fondo ad un pozzo. A quel punto il koala colpisce duramente il canguro e approfitta del lungo lavoro altrui per dissetarsi. Il canguro, però medita la vendetta e taglia con un coltello la coda del koala che da allora ne è sprovvisto.